# Sanshuiornis zhangi
Sanshuiornis zhangi — викопний вид птахів, що існував в еоцені.

## Скам'янілості
Рештки правої ноги виявлені у відкладеннях формації Гуайон неподалік міста Фошань провінції Гуандун на південному сході Китаю. Будова кісток має схожість з лелекоподібними. Ймовірно, вид був базальним представником групи.